# Plator kamurai
Espèce
Plator kamurai est une espèce d'araignées aranéomorphes de la famille des Trochanteriidae.

## Distribution
Cette espèce est endémique du Tibet en Chine. Elle se rencontre dans le xian de Zayü.

## Description
Le mâle holotype mesure 6,54 mm

## Étymologie
Cette espèce est nommée en l'honneur de Takahide Kamura.

## Publication originale
- Lin & Li, 2020 : Taxonomic studies on six species of the genus Plator (Araneae: Trochanteriidae) from China. Zoological Systematics, vol. 45, no 1, p. 24-39.